# Julia Sang
 (janvier 2025).
Julia Sang est une botaniste malaisienne.
Elle a découvert et nommé de nombreuses plantes (104 d'après l'IPNI (23 avril 2022)), notamment des genres Actinodaphne et Begonia.

## Publications (sélection)

### Ouvrages
- (en) Ruth Kiew, Julia Sang, Rimi Repin et Joffre Ali Ahmad, A guide to begonias of Borneo, Natural History Publications (Borneo), 2015 (ISBN 978-983-812-160-6 et 978-983-812-161-3, OCLC 933759416, lire en ligne)

### Articles
- (en) Julia Sang et Ruth Kiew, « DIVERSITY OF BEGONIA (BEGONIACEAE) IN BORNEO : HOW MANY SPECIES ARE THERE? », REINWARDTIA, vol. 14, no 1,‎ 2014, p. 233 (ISSN 0034-365X, lire en ligne, consulté le 30 décembre 2020)
- (en) JULIA SANG et RUTH KIEW, « Begonia (Begoniaceae) from Batang Ai National Park and vicinity, Sarawak, Borneo, including six new species », Phytotaxa, vol. 252, no 1,‎ 2016, p. 17 (ISSN 1179-3155, lire en ligne, consulté le 30 décembre 2020)
- (en) JULIA SANG, RUTH KIEW et LING CHEA YIING, « Six new species of Begonia (Begoniaceae) from Central Sarawak, Borneo », Phytotaxa, vol. 277, no 2,‎ 2016, p. 171 (ISSN 1179-3155, lire en ligne, consulté le 30 décembre 2020)
- (en) JULIA SANG, RUTH KIEW et LING CHEA YIING, « The Begonia flora of Gunung Mulu and Gunung Buda National Parks, Sarawak, Borneo, including five new species », Phytotaxa, vol. 381, no 1,‎ 2018, p. 58 (ISSN 1179-3155, lire en ligne, consulté le 30 décembre 2020)
- (en) JULIA SANG, RUTH KIEW et CONNIE GERI, « Revision of Begonia (Begoniaceae) from the Melinau Limestone in Gunung Mulu National Park and Gunung Buda National Park, Sarawak, Borneo, including thirteen new species », Phytotaxa, vol. 99, no 1,‎ 2013, p. 1 (ISSN 1179-3155, lire en ligne, consulté le 30 décembre 2020)